# David van Royen
Pour les articles homonymes, voir Royen.
David van Royen est un médecin et un botaniste néerlandais, né en 1727 et mort en 1799.
Il devient docteur en médecine en 1752. Il fait paraître oratio de hortis publicis præstantissimis scientiae botanicae adminiculis, etc. en 1754. Il succède à son oncle Adriaan van Royen (1704-1779) à la chaire de botanique de l’université de Leyde.